# Psalydolytta
Psalydolytta là một chi bọ cánh cứng trong họ Meloidae.
Chi này được miêu tả khoa học năm 1909 bởi Péringuey.

## Các loài
Các loài trong chi này gồm:
- Psalydolytta aegyptiaca (Mäklin, 1875)
- Psalydolytta antennata Saha, 1979
- Psalydolytta atricollis (Pic, 1920)
- Psalydolytta atripalpis Pic, 1947
- Psalydolytta atripes Borchmann, 1942
- Psalydolytta basilewskyi Kaszab, 1954
- Psalydolytta bequaerti (Pic, 1913)
- Psalydolytta bicoloriceps Pic, 1931
- Psalydolytta brittoni Kaszab, 1954
- Psalydolytta brucei (Castelnau, 1840)
- Psalydolytta castaneipennis (Mäklin, 1875)
- Psalydolytta cineracea (Mäklin, 1875)
- Psalydolytta delkeskampi Kaszab, 1954
- Psalydolytta dimbrokoana Kaszab, 1954
- Psalydolytta diversipes (Pic, 1920)
- Psalydolytta endroedyi Kaszab, 1981
- Psalydolytta fasciculata (Pic, 1920)
- Psalydolytta flavicornis (Mäklin, 1875)
- Psalydolytta flavilabris (Mäklin, 1875)
- Psalydolytta freudei Kaszab, 1954
- Psalydolytta fusca (Olivier, 1795)
- Psalydolytta fuscicornis (Klug, 1835)
- Psalydolytta gridelli Kaszab, 1954
- Psalydolytta grisea Kaszab, 1954
- Psalydolytta hirtipes Kaszab, 1954
- Psalydolytta jaloffa (Castelnau, 1840)
- Psalydolytta kindana Kaszab, 1954
- Psalydolytta kittenbergeri Kaszab, 1954
- Psalydolytta laticornis Kaszab, 1954
- Psalydolytta leprieuri (Mäklin, 1875)
- Psalydolytta leucophaea (Mäklin, 1875)
- Psalydolytta lineaticollis Pic, 1953
- Psalydolytta lorigera (Gerstaecker, 1854)
- Psalydolytta menoni Anand, 1977
- Psalydolytta meridionalis Kaszab, 1960
- Psalydolytta minuta Pic, 1932
- Psalydolytta mouffleti (Mäklin, 1875)
- Psalydolytta notaticeps Pic, 1947
- Psalydolytta notifrons (Marseul, 1879)
- Psalydolytta nyassensis Kaszab, 1954
- Psalydolytta pici Kaszab, 1954
- Psalydolytta pilipes (Mäklin, 1875)
- Psalydolytta politicollis (Fairmaire, 1893)
- Psalydolytta remedellii Borchmann, 1942
- Psalydolytta rossii Bologna, 1994
- Psalydolytta rouxii (Castelnau, 1840)
- Psalydolytta sheffieldi (Pic, 1909)
- Psalydolytta substrigata (Castelnau, 1840)
- Psalydolytta sudanica Kaszab, 1954
- Psalydolytta tetragramma (Haag-Rutenberg, 1880)
- Psalydolytta theresae Pic, 1947
- Psalydolytta vestita (Dufour, 1821)
- Psalydolytta villipes (Haag-Rutenberg, 1880)
- Psalydolytta villosa (Fabricius, 1798)
- Psalydolytta wellmani Kaszab, 1960
- Psalydolytta xanthocera (Lacordaire, 1859)